# Obuhivka, Berdîciv
Obuhivka (în ucraineană Обухівка) este un sat în comuna Markuși din raionul Berdîciv, regiunea Jîtomîr, Ucraina.

## Demografie
Componența lingvistică a localității Obuhivka
     Ucraineană (100%)
Conform recensământului din 2001, toată populația localității Obuhivka era vorbitoare de ucraineană (100%).